# St. Clemens und St. Urban (Schwörstadt)

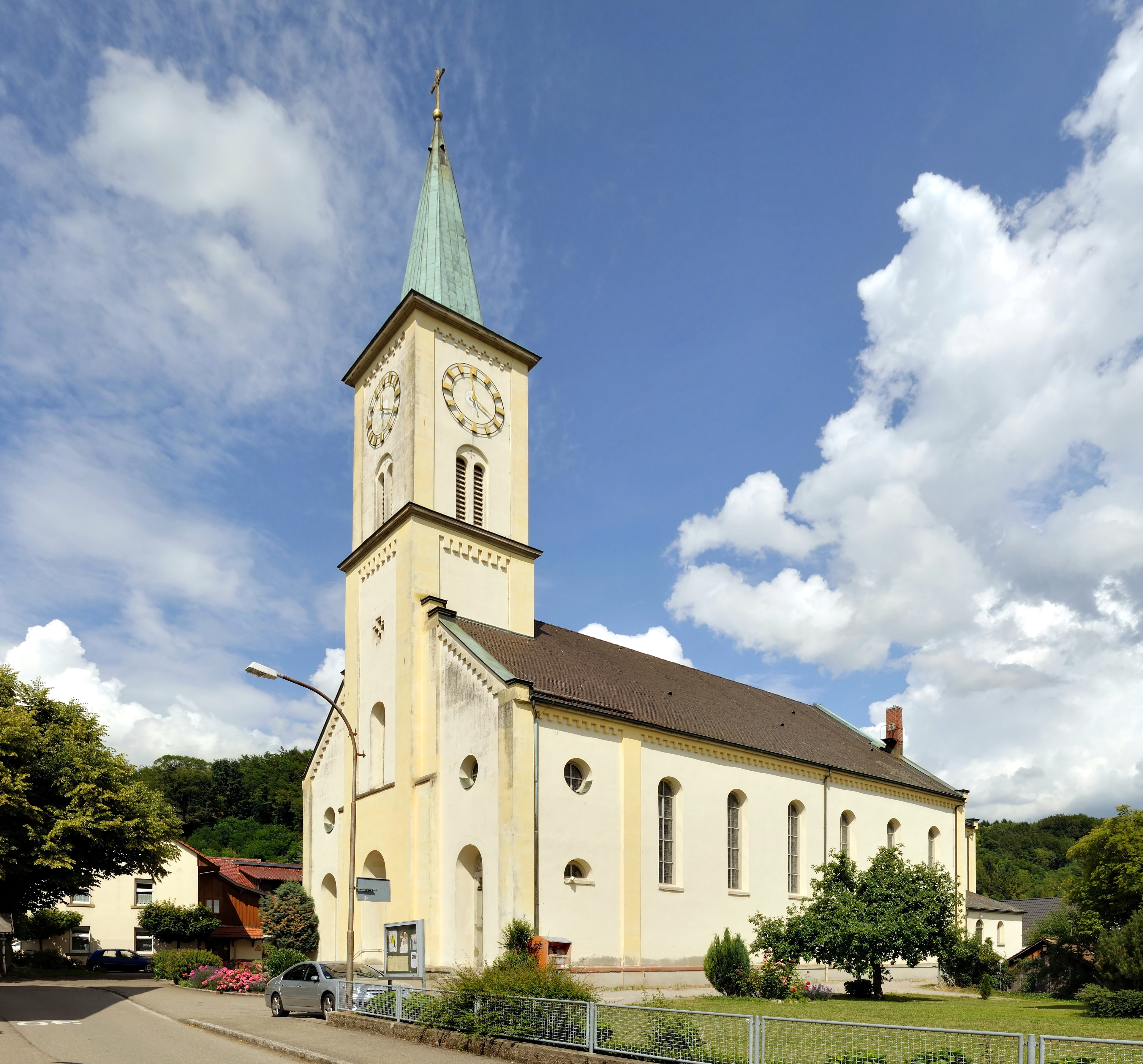
St. Clemens und St. Urban

St. Clemens und St. Urban ist die römisch-katholische Pfarrkirche in der Gemeinde Schwörstadt im Landkreis Lörrach. Die erste Kirche wurde urkundlich zum ersten Mal im 13. Jahrhundert genannt. Die heutige klassizistische Kirche geht auf einen Neubau in den 1850er Jahren zurück.
Die Pfarrkirche in Schwörstadt gehört zur Seelsorgeeinheit Wehr im Dekanat Waldshut der Erzdiözese Freiburg.

## Geschichte

### Vorgeschichte
Die Pfarrei Schwörstadt („parrochia de Swercstat“) wurde erstmals 1246 in einer Urkunde genannt. Das Gemeindegebiet erstreckte sich bis 1810 auf die Ortschaften Öflingen und bis 1900 auf Wallbach. Vermutlich gehörte nach der Einführung der Reformation im Markgräflerland 1556 auch Niederdossenbach zum Pfarrgebiet. Die Kirche befand sich auf dem heute noch als Friedhof genutzten Grundstück.
Eine neue Kirche wurde in den Jahren 1609 bis 1616 errichtet, die vom Konstanzer Weihbischof Johann Jakob im Fertigstellungsjahr geweiht wurde. Dem schmucklosen Langhaus war im Westen ein vierstöckiger Glockenturm mit Spitzbogenfenstern angebaut. Die Turmhalle diente gleichzeitig als Eingangshalle; an der Langhaussüdwand befand sich ein zusätzlicher Nebeneingang. Im Inneren ging eine Empore über die gesamte Breite des Hauptbaus. Der erhöhte Chor hatte zwei spitzbogige Fenster. Zu Anfang des 17. Jahrhunderts stiftete eine Familie einen Taufstein, der gegenüber der Kanzel aufgestellt worden war.
Infolge des Dreißigjährigen Krieges wurde das Kircheninnere und der den Heiligen Clemens und Urban I.|Urban geweihte barocke Hauptaltar so stark beschädigt, dass ihn der Konstanzer Weihbischof Georg Sigismund neu weihte.
Bereits Mitte des 18. Jahrhunderts wurde der ruinöse Zustand der Kirche bemängelt. Da aber Ausbesserungsarbeiten in den Jahren 1791 und 1811 die substantielle Qualität nicht verbessern konnten, entschloss man sich 1849 zum kompletten Neubau.

### Neubau der Kirche
In den Jahren 1849 bis 1853 wurde nach Plänen des Waldshuter Bauinspektors Bayer eine neue Kirche zentral an der Dorfstraße in Schwörstadt errichtet. Die Weihe erfolgte am 13. Januar 1853 durch den Stettener Dekan Freiherr von Widerspach.
Seiten- und Hochaltar kamen in den Jahren 1864 bzw. 1888 hinzu. Sie wurden von der Kunstwerkstätte Marmon in Sigmaringen erstellt. Das alte Altarbild wurde in die Sakristei verlegt. Die Bilder des Kreuzwegs wurden 1867 in Öl gemalt und 1883 malte Ludwig Riegger das Gotteshaus aus.
Nachdem 1934 die Kirche nur teilweise renoviert wurde, folgte in den Jahren 1960 bis 1966 eine gründliche Innenrenovierung, in deren Zug die Seitenaltäre und der Altarbereich neu gestaltet sowie die Glasfenster ersetzt wurden.

## Beschreibung

### Kirchenbau
St. Clemens und Urban steht zentral in Schwörstadt an der Durchgangsstraße B 34. Das Kirchenbauwerk besteht aus einem mit Satteldach gedeckten, dreischiffigen Langhaus. An seinen Längsseiten befinden sich je sechs hohe, bogenförmig abschließende Fenster. Nach Osten schließt sich der niedrigere und eingezogene Chor mit fast quadratischem Grundriss und Satteldach an. Über der Westseite erhebt sich aus dem Langhausdach ein dreigeschossiger Glockenturm, ebenfalls mit quadratischem Grundriss. Er wird von einem schlanken, leicht geknickten Pyramidendach und einer Turmkugel mit Kreuz bekrönt. Im oberen Turmgeschoss befindet sich zu jeder Seite ein Zifferblatt der Turmuhr. Darunter schließen sich je zwei schmale rundbogige Klangarkaden an. Neben dem Hauptportal im Westen verfügt die Kirche über einen weiteren Eingang in der Nordfassade des Langhauses.

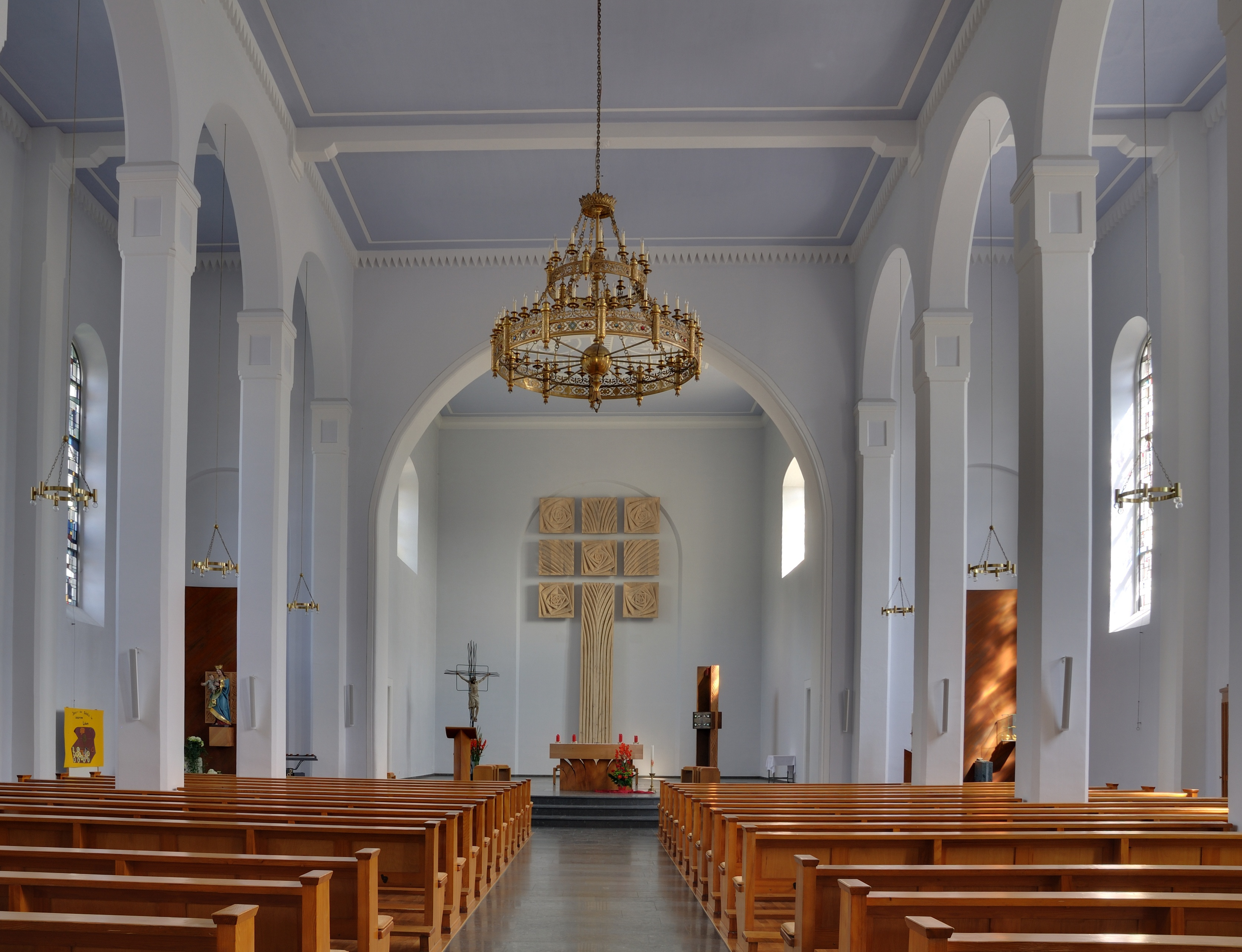
Innenraum

### Innenraum und Ausstattung
Der Kircheninnenraum ist mit flacher Decke überspannt. Die Decke wird an jeder Seite von vier Pfeilern mit Rundbögen getragen. Von der Decke hängt zentral ein großer Kronleuchter herab. Langhaus und Chor sind durch einen Triumphbogen voneinander getrennt. Das Gestühl, die Orgel sowie der Taufstein stammen von der Vorgängerkirche. Der Hochaltar zeigt eine überlebensgroße Christusstatue, die vom Bilderhauer Josef Vollmar gestaltet wurde.

### Glocken
Im Kirchturm befindet sich ein vierstimmiges Bronzegeläut, das 1052 von Friedrich Wilhelm Schilling in Heidelberg gegossen wurde. 2018 wurde das Geläut gründlich renoviert, wozu die Aufhängung der Glocken an geraden Holzjochen und neue Klöppel sowie das Anbringen neuer Schallläden gehörte. Folgende Daten beschreiben das Geläut:
| Glocke | Name                      | Durchmesser | Gewicht  | Schlagton |
| ------ | ------------------------- | ----------- | -------- | --------- |
| 1      | St. Michael               | 1186 mm0    | 1130 kg0 | e′+1      |
| 2      | St. Clemens und St. Urban | 979 mm      | 616 kg   | g′+1      |
| 3      | St. Maria                 | 898 mm      | 476 kg   | a′+1      |
| 4      | St. Josef                 | 746 mm      | 273 kg   | c″+1      |

In den Uhrschlag der Turmuhr sind alle vier Glocken einbezogen. Glocke 1 schlägt jeweils zur vollen Stunde die Stundenzahl, die anderen Glocken sorgen  für den Viertelstundenschlag.

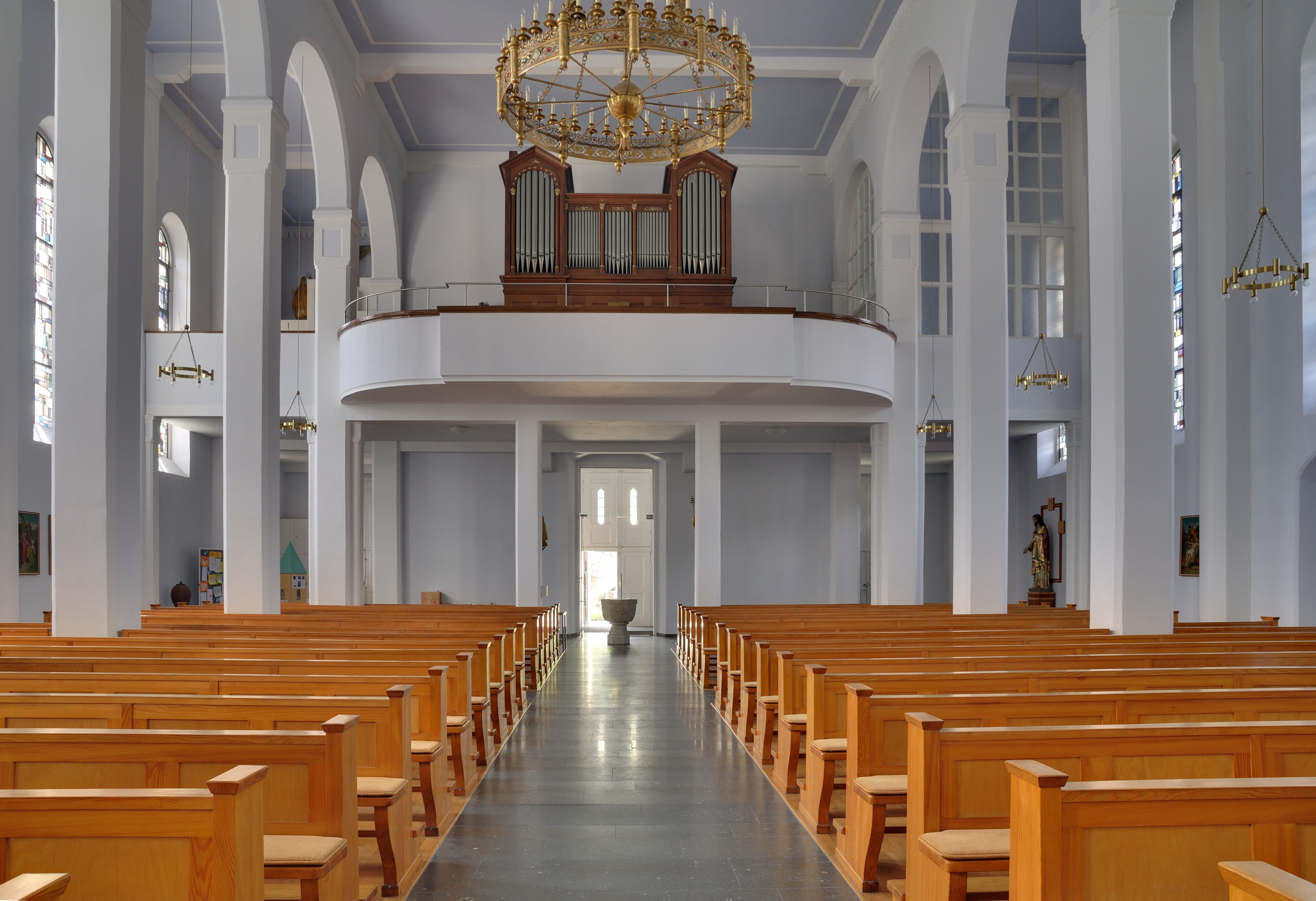
Blick zur Orgel

### Orgel
Die in den Jahren 1856 bis 1857 von Konrad Albiez aus Waldshut erbaute Orgel auf der Empore im hinteren Teil der Kirche arbeitet mit Schleiflade und verfügt über eine mechanische Spiel- und Registertraktur. Das Instrument mit einem Manual und Pedal verfügt über 16 Register. Das Instrument mit schlichtem symmetrischen Prospekt wurde 1980 einer Renovierung unterzogen.